# Orden del Pop
En 1998, el Museo Popol Vuh creó la Orden del Pop, una condecoración destinada a honrar los méritos de personas que han contribuido a la conservación, investigación, o difusión del patrimonio cultural de Guatemala y Mesoamérica. Esta condecoración simbólica fue concebida con la idea de reconocer y promover los esfuerzos de individuos que dedican su tiempo y energía para este propósito, sea como profesionales o aficionados. 
La palabra pop significa "estera" o "petate". En la antigua Mesoamérica, la estera era un símbolo de poder y realeza. Las esteras eran tejidas cuidadosamente a partir de juncos u hojas de palma. Servían como asientos para los gobernantes, al igual que las pieles de jaguar y otros tejidos valiosos. El uso de las esteras como símbolos de realeza era tan distintivo que en el altiplano de Guatemala, los reyes recibieron el título Ah Pop "el de la estera". 
La condecoración consiste en un diploma y un broche de oro con el símbolo Pop, emblema del Museo Popol Vuh. Se confiere anualmente, en ocasión del Simposio sobre Investigaciones Arqueológicas en Guatemala. 
Tomado de la página oficial del Museo Popol Vuh.

## Galardonados con la Orden del Pop
| Año  | Otorgado a                                    | Nacionalidad   |
| ---- | --------------------------------------------- | -------------- |
| 1998 | Guillermo Mata Amado                          | Guatemala      |
| 1999 | Ricardo Muñoz Gálvez                          | Guatemala      |
| 2000 | Arthur A. Demarest                            | Estados Unidos |
| 2001 | Ian Graham                                    | Reino Unido    |
| 2002 | Alain Ichon                                   | Francia        |
| 2003 | Federico Fahsen                               | Guatemala      |
| 2004 | Merle Greene Robertson                        | Estados Unidos |
| 2005 | no se otorgó                                  |                |
| 2006 | Michael D. Coe                                | Estados Unidos |
| 2007 | George E. Stuart                              | Estados Unidos |
| 2008 | Asociación Tikal                              | Guatemala      |
| 2009 | Miguel Orrego Corzo                           | Guatemala      |
| 2010 | Marion Popenoe de Hatch                       | Estados Unidos |
| 2011 | Academia de Geografía e Historia de Guatemala | Guatemala      |
| 2012 | Richard Hansen                                | Estados Unidos |
| 2013 | Alfredo MacKenney                             | Guatemala      |
| 2014 | Karl Herbert Mayer                            |                |
| 2015 | William y Bárbara Fash                        | Estados Unidos |
| 2016 | Bárbara Arroyo                                | Guatemala      |